# Hodnik (priimek)
Hodnik je priimek v Sloveniji, ki ga je po podatkih Statističnega urada Republike Slovenije na dan 1. januarja 2010 uporabljalo 379  oseb.  

## Znani nosilci priimka
- Andrej(k)a Hodnik (*1948), kemijska tehnologinja - BF
- Mira Hodnik, zgodovinarka-arhivistka (Idrija)
- Nejc Hodnik (*1981), kemik, univ. prof.
- Tanja Hodnik (*1973), lokostrelka
- Tomaž Hodnik (*1969), lokostrelec
- Valentin Hodnik (1896 - 1935), slikar
- Tatjana Hodnik Čadež (*1968), pedagogičarka matematike